# ناتج كسري
في الرياضيات، يُقصد بالناتج الكسري لـ فراغين محددين(أي الفراغات الطوبولوجية ذات نقاط القاعدة المعرفة) X وY حاصل قسمة فراغ الناتجX × Y عند تشابه المحددات (x, y0) ∼ (x0, y) لجميع حالات x ∈ X وy ∈ Y. ويشار إلى الناتج الكسري عادة بالصيغة X ∧ Y. ويعتمد الناتج الكسري على اختيار نقاط القاعدة (إلا إذا كانت كل من X وY قيمًا متجانسة).
يمكن للمرء تخيل النقطتين X وY وكأنهما تقبعان داخل X & Y باعتبارهما فراغين فرعيين X × {y0} و {x0} × Y. وهذه الفراغات الفرعية تتقاطع في نقطة واحدة وهي: (x0, y0)، وهي نقطة القاعدة لـ X & Y. لذلك، يمكن تحديد اتحاد تلك الفراغات الفرعية بمعرفة المجموع الوتدي X ∨ Y. وحينها يكون الناتج الكسري هو حاصل القسمة
{\displaystyle X\wedge Y=(X\times Y)/(X\vee Y).\,}
للناتج الكسري تطبيقات هامة في نظرية التماثل الطوبولوجي، والذي يعد أحد فروع علم الطوبولوجيا الجبرية. ففي نظرية التماثل الطوبولوجي، حيث يعمل الفرد في أغلب الأحيان مع فئة مختلفة من الفراغات أكثر من العمل مع فئة كافة الفراغات الطوبولوجية. ويجب تعديل تعريف الناتج الكسري قليلًا في بعض من تلك الفئات. على سبيل المثال، يكون الناتج الكسري لاثنين من مركبات CW هو مركب CW إذا ما استخدم ناتج المركبات في التعريف بدلًا من الناتج الطوبولوجي. ومن الضروري عمل تعديلات مماثلة في الفئات الأخرى.

## أمثلة
- الناتج الكسري لأي فراغ له نقطة قاعدية X وكرة صفرية هو شكل متجانس بالنسبة لـ X.
- الناتج الكسري لدائرتين هو حاصل حيد الشكل المتجانس بالنسبة لكلتا الكرتين.
- وبشكل عام، فإن الناتج الكسري للشكلين الكرويين Sm وSn هو شكل متجانس بالنسبة للكرة Sm+n.
- الناتج الكسري للفراغ X مع دائرة هو شكل متجانس بالنسبة إلى التعليق المنخفض لـ X:
{\displaystyle \Sigma X\cong X\wedge S^{1}.\,}
- مضاعف k للتعليق المنخفض المتكرر لـ X هو شكل متجانس بالنسبة للناتج الكسري لكل من X والكرة k
{\displaystyle \Sigma ^{k}X\cong X\wedge S^{k}.\,}
- وفي نظرية المجال، يتم اتخاذ الناتج لاثنين من المجالات (بحيث يكون الناتج ملتزمًا بافتراضاته).

## كناتج متماثل أحادي
لأية فراغات لها نقاط قاعدية X وY وZ في أية فئة مناسبة «متوافقة» (على سبيل المثال، تلك الفراغات الناتجة من الضغط)، تكون هناك دوال هميومرفية محايدة (محتفظة بنقطة قاعدية).
{\displaystyle {\begin{aligned}X\wedge Y&amp;\cong Y\wedge X,\\(X\wedge Y)\wedge Z&amp;\cong X\wedge (Y\wedge Z).\end{aligned}}}
مع ذلك، يفشل هذا بالنسبة للفئة البسيطة للفراغات التي لها نقاط قاعدية. انظر المناقشة التالية على موقع MathOverflow.
وتؤدي هذه التماثلات إلى خلق فئة من الفراغات المحددة الملائمة داخل فئة أحادية متماثلة مع الناتج الكسري كناتج أحادي إضافة إلى الكرة الصفرية التي لها نقطة قاعدية (فراغ ذو نقطتين منفصلتين) كوحدة الكائن. وبالتالي، يمكن تخيل الناتج الكسري كنوع من الناتج الموتر داخل أي فئة مناسبة لفراغات لها نقطة قاعدية.

## العلاقة المتجاورة
تجعل الدوال المتجاورة التماثل بين ناتج الموتر والناتج الكسري أكثر دقة. وفي فئة النماذج R على الحلقة التبديلية R، تُترك دالة التوتر (– ⊗R A) مجاورة لدالة التماثل الداخلي (A,–) بحيث:
{\displaystyle \mathrm {Hom} (X\otimes A,Y)\cong \mathrm {Hom} (X,\mathrm {Hom} (A,Y)).}
ففي فئة الفراغات التي لها نقطة قاعدية، يلعب الناتج الكسري دور الناتج الموتر. خاصة، إذا كانت A تمثل فراغ هوسدورف المضغوط محليًا، فلهذا يتواجد التجاور
{\displaystyle \mathrm {Hom} (X\wedge A,Y)\cong \mathrm {Hom} (X,\mathrm {Hom} (A,Y))}
حيث يكون عامل التماثل(A,Y) هو الفراغ لمخططات مستمرة القاعدة مع الفراغات المضغوطة والمفتوحة طوبولوجيا.
على وجه الخصوص، مع اعتبار أن A تعد دائرة الوحدة S1، سنلاحظ ترك مدلل التعليق Σ متجاورًا مع مدلل الفراغ الحلقي Ω.
{\displaystyle \mathrm {Hom} (\Sigma X,Y)\cong \mathrm {Hom} (X,\Omega Y).}